# Ceraeochrysa anceps
Ceraeochrysa anceps är en insektsart som först beskrevs av Luisa Eugenia Navas 1926.  Ceraeochrysa anceps ingår i släktet Ceraeochrysa och familjen guldögonsländor. Inga underarter finns listade i Catalogue of Life.